# Новодашково
Новодашково — село в Некрасовском районе Ярославской области России.
В рамках организации местного самоуправления входит в Некрасовское сельское поселение, в рамках административно-территориального устройства относится к Чернозаводскому сельскому округу.

## География
Расположено на берегу Волги в 7 км на северо-восток от райцентра посёлка Некрасовское, действует паромная переправа до посёлка Красный Профинтерн.

## История
Каменная Параскевинская церковь в селе с колокольней построена в 1902 году на средства уроженцев села: крестьянина Константина Ивановича Крутова, купчихи Марьи Григорьевны Спиридоновой, петербургского купца Ивана Евстафьевича Иванова и сестры его Ираиды, с помощью прихожан и сборных пожертвований. Престол в церкви был один — во имя мц. Параскевы-Пятницы.
В конце XIX — начале XX века село входило в состав Климовской волости Костромского уезда Костромской губернии, с 1918 года — Иваново-Вознесенской губернии.
С 1929 года село входило в состав Чернозаводского сельсовета Заволжского района, с 1932 года — в составе Большесольского (Некрасовского) района, с 2005 года — в составе Некрасовского сельского поселения.

## Население
| 1872 | 1897 | 1907 | 2002 | 2007 | 2010 |
| ---- | ---- | ---- | ---- | ---- | ---- |
| 306  | ↗514 | ↗615 | ↘59  | ↘38  | ↗68  |

### Известные жители
- Великанов, Николай Павлович (1901 — не ранее 1949) — советский военачальник, представитель высшего командно-начальствующего состава Пограничных войск НКВД СССР и РККА, генерал-майор (28.4.1943).

## Достопримечательности
В селе находится действующая Церковь Параскевы Пятницы (1902).